# Station Châbons
Station Châbons is een spoorwegstation in de Franse gemeente Châbons.